# Red Rice
Red Rice – osada w Anglii, w hrabstwie Hampshire, w dystrykcie Test Valley. Leży 16 km na północny zachód od miasta Winchester i 104 km na zachód od Londynu.